# Игуманија Ана (Аџић)
Ана (световно Надежда Аџић; Београд, 1900 — Манастир Враћевшница, 1975) била је игуманија Манастира Враћевшнице и Манастира Сретење.

## Живот пре монашења
Надежда Аџић у Јагодини проводи детињство и завршава три разреда основне школе. Њена породична лоза је имала дугу богословску традицију и са мајчине и са очеве стране. Мајка Милева је потицала из познате београдске породице Поповић, а отац Сретен је био један од најзначајнијих српских педагога и дугогодишњи управитељ Учитељске школе у Јагодини. Још као девојчица, показивала је интересовање за живот српских монахиња у манастирима, зато своје школовање наставља у реномираном школском Заводу “Света Марија“ у Турн Северину у Румунији, где је васпитавана у монашком реду часних сестара. У време ратних година 1915/18. год. прекида школовање и враћа се родитељима у Јагодину. Придружује се 1916. год. „Првом есперанто клубу“ који је основао њен отац. Надежду сврставају у пионире есперанто покрета у Србији. Од 1921. године живи у Београду где завршава Школу за примену декоративне уметности и ради као наставница. Инетресовање за духовним животом снажи, нарочито после смрти њених родитеља. На позив владике Николаја, 1935. године, Надежда је дошла у Битољ да би радила као управница Дечијег хранилишта за сироту децу. Хранилиште је било посвећено светом Николи и звало се Богдај.

## Добротворни рад
По благослову, тада већ владике Жичког Николаја, Надежда ће уочи рата, 1941. године, са сестрама доћи у Србију. Исте године оснива и хранилиште за децу у Трстенику. Волели су је мештани, свесрдно су јој помагали, а њој није било тешко да за децу и проси по Трстенику. Собом је вукла колица и у њих стављала прилоге. Ишла је и по околним селима по киши, блату и мразу. На раменима је вукла тешке џакове и са њима пешачила километре. Крхког здравља и нежног тела, није дуго издржала. Терет јој је толико повредио кичму да је до краја живота ишла повијена.
По завршетку рата, нове власти сестрама одузимају здраву и лепо однеговану децу и на чување им дају умно и физички ометену у развоју.

## Монашење у манастиру Сретење
Замонашила се 1948. године у манастиру Сретење на Овчару. Име Ана јој је послато од епископа Валеријана, по светој пророчици Ани. По његовом благослову, убрзо по монашењу, прелази са још пар сестара у манастир Враћевшницу. И тог времена ће се мати Ана нерадо сећати. Трпело се на свему. Храни, одећи, обући... Нешто одела је стизало од Владике Николаја из Америке. Као дар својој духовној следбеници Владика је послао и шиваћу машину. По доласку у задужбину Радича Поступовића убрзо је постала и игуманија. И данас се могу чути приче да би игуманија, када би нека гошћа дошла на конак по залеђеном и каљавом путу, приносила лавор и прала јој ноге. Ниједан просјак није изашао из манастира док му се нешто не поклони. Сваком госту, путнику намернику, знала је да посвети време. Мештани су је често виђали и код стоке, у њиви, у свакодневном послу. Од других сестара се издвајала по томе што је увек носила старију одећу и обућу. Знала је свима да пружи духовну нежност, бригу и љубав. Као и људима, пажњу је посвећивала и биљкама. Кажу да се у њеној ћелији ни мува није смела убити.

## Болест и смрт
Немоћна телом, а духом још јака и будна, мати Ана је водила кућу као да је потпуно здрава. Монахиње су је брижно неговале и чувале. 18. новембара 1975. године, представила се у Господу. Сахрањена је на монашком гробљу у манастиру Враћевшнице. Отац Рафаило, игуман манастира Никоље, овако је говорио на опелу блаженопочившој игуманији Ани:
- Мајко света, очекује те прво Деда Свети, од кога си све слушала и творила. Дочекује те сва она сиротиња за коју си се распињала. Дочекује те Мајка Божија чији си аманет и завет испунила...